# Nectandra cissiflora
Nectandra cissiflora Nees – gatunek rośliny z rodziny wawrzynowatych (Lauraceae Juss.). Występuje naturalnie w Ameryce Centralnej oraz północnej części Ameryki Południowejw południowym Meksyku, w Gwatemali, Hondurasie, Kostaryce, Panamie, Kolumbii, Wenezueli, Gujanie Francuskiej, Ekwadorze, Peru, Boliwii oraz Brazylii. 

## Rozmieszczenie geograficzne
Rośnie naturalnie w Ameryce Centralnej oraz północnej części Ameryki Południowej. Występuje między innymi w południowym Meksyku, w Gwatemali, Hondurasie, Kostaryce, Panamie, Kolumbii, Wenezueli, Gujanie Francuskiej, Brazylii, Ekwadorze, Peru oraz Boliwii. W Brazylii gatunek ten jest szeroko rozpowszechniony – jego zasięg (EOO) wynosi 5 693 460 km². Został zaobserwowany w stanach Acre, Pará, Tocantins, Bahia, Pernambuco, Goiás, Mato Grosso do Sul, Mato Grosso, Minas Gerais, São Paulo, Paraná i Rio Grande do Sul oraz w Dystrykcie Federalnym. 

## Morfologia

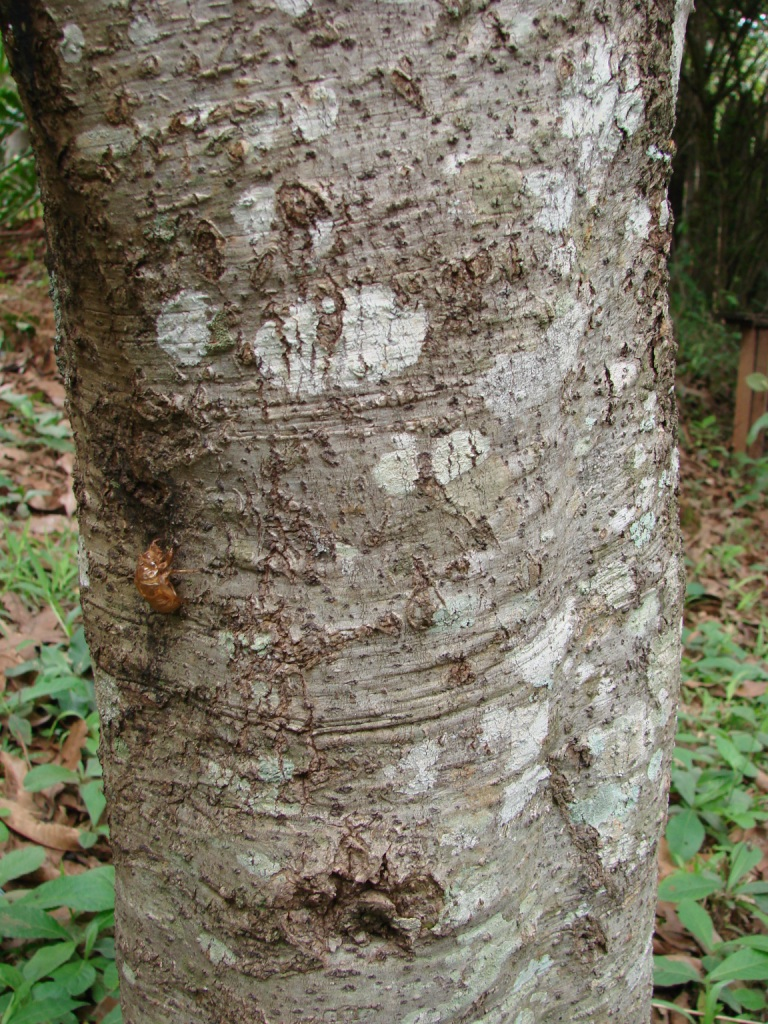
Pień

PokrójZimozielone lub czasem zrzucające liście drzewo dorastające do 35 m wysokości.
LiścieNaprzemianległe lub rzadko prawie naprzeciwległe. Mają kształt od eliptycznego do odwrotnie owalnego. Mierzą 10–25 cm długości oraz 4–11 szerokości. Są skórzaste. Nasada liścia jest rozwarta lub ostrokątna. Liść na brzegu jest całobrzegi. Wierzchołek jest ostry lub spiczasty. Ogonek liściowy jest nagi i dorasta do 10–25 mm długości.
KwiatySą zebrane w wiechy. Rozwijają się w kątach pędów. Dorastają do 8–35 cm długości. Płatki okwiatu pojedynczego mają eliptyczny kształt i białą barwę. Są niepozorne – mierzą 1–2 mm średnicy.
OwoceMają kulisty lub elipsoidalny kształt. Osiągają 13–18 mm długości oraz 7–15 mm średnicy.
Gatunki podobneRoślina jest podobna do gatunków N. viburnoides, N. pearcei i N. subbullata. N. viburnoides różni się od N. cissiflora mniejszymi kwiatostanami oraz mniejszymi liśćmi z wyraźnym użyłkowaniem. N. pearcei odróżnia się poprzez wyprostowane włoski na dolnej powierzchni liści.

## Biologia i ekologia
Rośnie w lasach o dużej wilgotności. Występuje na wysokości do 1000 m n.p.m. Kwitnie od sierpnia do października, natomiast owoce pojawiają się od września do października. Najlepiej rośnie w pełnym nasłonecznieniu lub półcieniu. Kwiaty zapylane są przez pszczoły. Nasiona rozprzestrzeniane są przez zwierzęta, głównie przez ptaki. 

## Zastosowanie
Ma twarde drewno o żółtej barwie. Wydziela zapach. Jest wykorzystywane jako surowiec drzewny między innymi w budownictwie, do produkcji meble, ram, ozdobnych noży, czy desek do krojenia.